# Jimmy Adjovi-Boco
Jean-Marc « Jimmy » Adjovi-Boco, né le 22 décembre 1963 à Cotonou (Bénin), est un footballeur international béninois qui a évolué au poste de défenseur.
Il est actuellement directeur général de l'Institut Diambars, dont il est cofondateur avec des amis sportifs, dont Patrick Vieira et Bernard Lama.
Il est également conseiller du ministre des sports du Bénin et directeur général de l’Institut Diambars au Sénégal et, depuis août 2017, membre du Conseil Présidentiel pour l’Afrique.

## Biographie

### Joueur
Après plusieurs saisons en deuxième division française, Jean-Marc Adjovi-Boco signe en 1991 au RC Lens, promu en D1, à 28 ans. Il dispute son premier match dans l'élite le 20 juillet 1991 pour la réception du FC Metz. Il est expulsé après seize minutes et son s'équipe s'incline (0-2). Pour autant il s'impose au sein de la défense lensoise, qui devient un solide club de première division. Il y évolue jusqu'en 1997, disputant 195 matchs de première division et 8 matchs de coupe UEFA. Il est par ailleurs capitaine de l'équipe du Bénin.
Les points forts d'Adjovi-Boco sont la puissance et la vitesse. Bien qu'évoluant comme arrière gauche, son pied fort est le droit.
Il ne marque aucun but en compétition officielle durant toute sa carrière. Lors du dernier match de la saison 1995-1996 disputé au Havre, match supposément être son dernier sous le maillot lensois, ses coéquipiers le poussent à tirer un penalty afin qu'il puisse marquer son premier but en 1re division. Il s'élance et manque sa tentative. Il joue finalement au RC Lens une saison supplémentaire.
En 2022, le magazine So Foot le classe dans le top 1000 des meilleurs joueurs du championnat de France, à la 774e place.

### Reconversion
Jimmy Adjovi-Boco est diplômé de SKEMA Business School, promotion 1999.
Avec d'autres footballeurs dont les ex-internationaux français Patrick Vieira et Bernard Lama, Jimmy Adjovi-Boco est à la tête du projet Diambars. Ils ont créé au Sénégal un Institut de formation aux métiers du football, à l'intention des jeunes âgés de 13 à 18 ans. Il s'agit d'offrir les meilleures chances aux jeunes sportifs africains, en utilisant le football comme un outil de développement social, économique et culturel tout en veillant à garantir à ces jeunes une insertion professionnelle sécurisée. Il comporte actuellement des filières de cursus classique, et également des classes d'alphabétisation, prolongées par une classe multimédia, où les plus grands sont initiés aux métiers de l'audiovisuel et d'internet. Une section féminine sera ouverte en 2010.
Mais ce projet dépasse aujourd'hui le cadre de l'institut créé à Saly au Sénégal. En effet, le pôle français organise des cours de multimédia au Stade de France pour les jeunes défavorisés des quartiers, le pôle norvégien s'implique notamment dans la Norway Cup et la transmission de valeurs positives liées au sport (avec l'ONG Mot). Les équipes Diambars sont aujourd’hui présentes sur trois continents : en Afrique (Sénégal et Afrique du Sud), en Europe (France, Grande-Bretagne et Norvège) et sur le continent américain (Québec, Martinique),.
En 2013, Jean-Marc Adjovi-Boco cofonde la marque « Envie d’y voir » qui a pour ambition de développer un réseau de magasins d'optique à prix modéré en Côte d’Ivoire, avec l’objectif de 200 magasins en franchise d’ici 10 ans, sur l’ensemble du continent africain.
En 2014, Jimmy Abjovi-Boco se lance avec son frère Guy dans la création d'un réseau de garages solidaires afin de permettre au plus grand nombre de réparer sa voiture dans de bonnes conditions. En mai 2015, leur projet appelé "Centre Auto Repair" est en cours de financement sur une plateforme de crowdfunding. En septembre 2015, le projet est devenu réalité à Compiègne dans l'Oise.
En août 2017,  il rejoint le "Conseil Présidentiel pour l’Afrique" nouvellement créé par le président de la République française Emmanuel Macron afin de renouveler le partenariat entre la France et les pays africains,.

## Carrière sportive
- ????-???? :  AS Orry-la-Ville
- ????-1984 :  US Chantilly (DH Picardie)
- 1984-1986 :  AS Creil (Division 3)
- 1986-1987 :  Amiens SC (Division 2)
- 1987-1988 :  FC Rouen (Division 2)
- 1988-1991 :  FC Tours (Division 3, Division 2)
- 1991-1997 :  RC Lens (Division 1)
- 1997-1998 :  Hibernian FC (Scottish Premier League)

## Statistiques
| Club           | Saison         | Championnat | Championnat | Continental | Continental | Coupes | Coupes | Total | Total |     | International | International |
| Club           | Saison         | App         | Buts        | App         | Buts        | App    | Buts   | App   | Buts  | App | But           |               |
| Amiens SC      | D2 1986-1987   | 22          | 0           | -           | -           | -      | -      | -     | -     | -   | -             |               |
| Amiens SC      | Sous-total     | 22          | 0           | -           | -           | -      | -      | 22    | 0     | -   | -             |               |
| FC Rouen       | D2 1987-1988   | 28          | 0           | -           | -           | -      | -      | -     | -     | -   | -             |               |
| FC Rouen       | Sous-total     | 28          | 0           | -           | -           | -      | -      | 28    | 0     | -   | -             |               |
| FC Tours       | D3-C 1988-1989 | -           | -           | -           | -           | -      | -      | -     | -     | -   | -             |               |
| FC Tours       | D2 1989-1990   | 34          | 0           | -           | -           | 1      | 0      | -     | -     | -   | -             |               |
| FC Tours       | D2 1990-1991   | 34          | 0           | -           | -           | 3      | 0      | -     | -     | -   | -             |               |
| FC Tours       | Sous-total     | 68          | 0           | -           | -           | 4      | 0      | 72    | 0     | -   | -             |               |
| RC Lens        | D1 1991-1992   | 32          | 0           | -           | -           | 2      | 0      | -     | -     | -   | -             |               |
| RC Lens        | D1 1992-1993   | 33          | 0           | -           | -           | 3      | 0      | -     | -     | -   | -             |               |
| RC Lens        | D1 1993-1994   | 38          | 0           | -           | -           | 5      | 0      | -     | -     | -   | -             |               |
| RC Lens        | D1 1994-1995   | 32          | 0           | -           | -           | 3      | 0      | -     | -     | -   | -             |               |
| RC Lens        | D1 1995-1996   | 28          | 0           | 6           | 0           | 2      | 0      | -     | -     | -   | -             |               |
| RC Lens        | D1 1996-1997   | 32          | 0           | 2           | 0           | 5      | 0      | -     | -     | -   | -             |               |
| RC Lens        | Sous-total     | 195         | 0           | 8           | 0           | 20     | 0      | 223   | 0     | -   | -             |               |
| Hibernian FC   | SPL 1997-1998  | 32          | 0           | -           | -           | 3      | 0      | 35    | 0     | -   | -             |               |
| Hibernian FC   | Sous-total     | 32          | 0           | -           | -           | 3      | 0      | 35    | 0     | -   | -             |               |
| Total Carrière | Total Carrière | -           | -           | -           | -           | -      | -      | 380   | 0     | -   | -             |               |

## Palmarès
- Vainqueur de la coupe de la Ligue en 1994 (RC Lens)

## Bibliographie

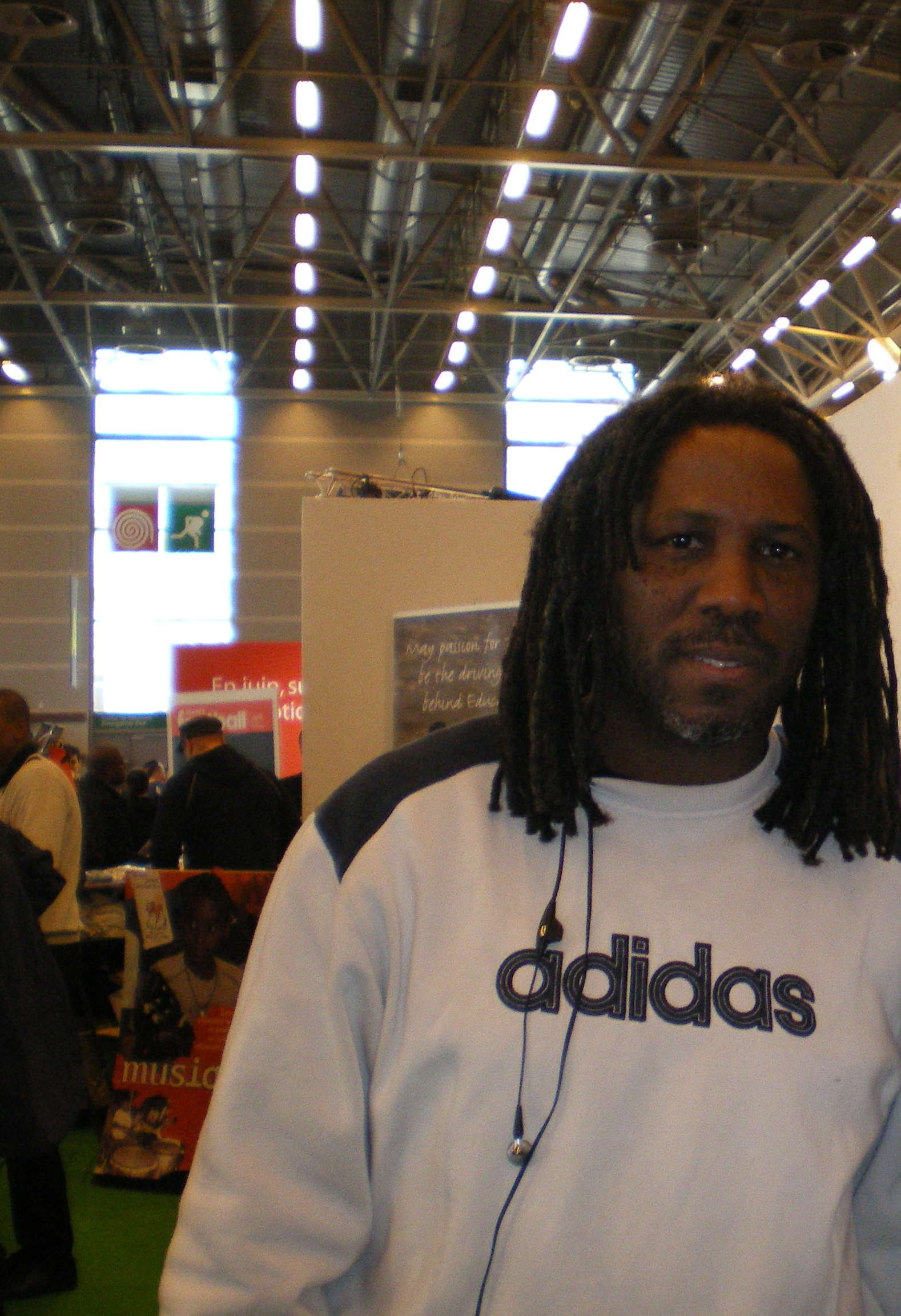
Jimmy Adjovi-Boco.

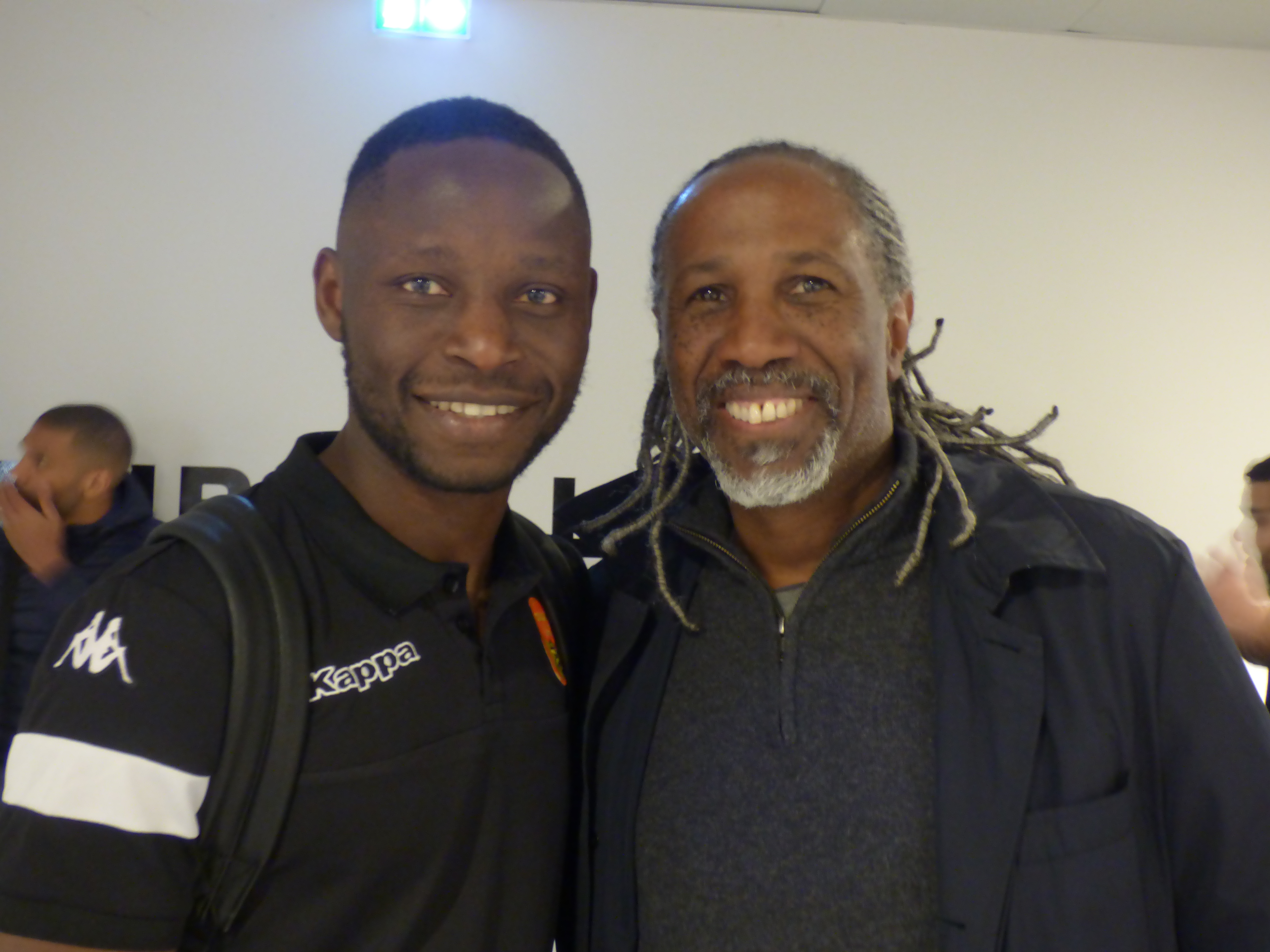
RC Lens - US Orléans en mai 2019.